# بیلی فان آرسدیل
ویلیام بروستر وان آرسدیل سوم ، یک شخصیت خیالی در رمان «بازگشت پدرخوانده» اثر مارک واینگاردنر در سال ۲۰۰۴ است.

## در رمان
بیلی وان آرسدیل در سال ۱۹۳۵ در شهر نیویورک متولد شد. خانواده او با فروش آب مرکبات برای بسیاری از تاجران از جمله رئیس مافیا ویتو کورلئونه ثروت زیادی به دست می‌آورند. او در سال ۱۹۵۵ با نوه ویتو کورلئونه، فرانچسکا، در دانشگاه آشنا می‌شود و چند سال بعد با هم ازدواج می‌کنند. فرانچسکا به زودی پسرشان به نام ویلیام بروستر وان آرسدیل چهارم را به دنیا می‌آورد که به نام پدر فقید فرانچسکا، سانی کورلئونه، او را «سانی» می‌نامند. وان آرسدیل به دلیل روابط خانوادگی خود پس از دانش‌آموختگی به عنوان دستیار حقوق در دفتر دادستانی کل شروع به کار می‌کند، اما او معتقد است که مستحق یک شغل معتبرتر است. او که مصمم به ترقی است، بدون اطلاع همسرش شروع به جمع‌آوری اطلاعات در مورد خانواده کورلئونه می‌کند، انگیزه‌های او نیز شخصی است. او می‌خواهد از عموی فرانچسکا، دون مایکل کورلئونه ، انتقام بگیرد، که به دلیل خیانت به فرانچسکا دستور شکستن پای او را صادر کرد.
در سال ۱۹۶۱، او با یکی از منشی‌های دنی شی رابطه عاشقانه ای را آغاز کرد. فرانچسکا هرگز از این موضوع خبر ندارد و معتقد است که با او رابطه جنسی نخواهد داشت زیرا او باردار است. در اوایل سال ۱۹۶۲، فرانچسکا از خیانت شوهرش و جاسوسی او از خانواده اش مطلع می‌شود. پریشان یک شب او را با ماشین خودش تعقیب می‌کند. فرانچسکا او را در حال مستی می‌بیند که از یک بار محلی بیرون می‌آید، و با عصبانیت او را پایین می‌برد و بدنش را می‌برد. او صحنه را ترک می‌کند و مایکل را برای کمک صدا می‌زند.
بعداً مشخص شد که معشوقه وان آرسدیل در نهایت به خاطر مرگ او به قتل درجه دوم محکوم می‌شود. گفته می‌شود که خانواده کورلئونه او را برای محافظت از فرانچسکا در نظر گرفته‌اند.